# Infobel
Infobel è un elenco telefonico internazionale online con sede a Bruxelles, in Belgio.

## Storia
Lanciato nel 1995 da Kapitol SA, Infobel è stato il primo elenco telefonico online.
A partire dal 2014, Infobel aveva un database che conteneva oltre 140 milioni di numeri di telefono.
Infobel consente agli utenti di cercare elenchi telefonici per aziende e persone in paesi del Nord America, Sud America, Europa, Asia, Africa, Australia e Pacifico e Medio Oriente.